# みなと銀行
株式会社みなと銀行（みなとぎんこう、英: The Minato Bank, Ltd.）は、兵庫県神戸市中央区に本店を置く、りそなホールディングス傘下の第二地方銀行である。

## 概要
1948年、神戸市内の有力頼母子講八講が大同団結して無尽会社として発足することで合意。1949年9月、神戸市長、衆議院議員を歴任した中井一夫を初代社長として、七福相互無尽株式会社を設立。同年10月1日、兵庫県全域を営業地域として業務を開始した。しかし、早急な営業基盤の構築を志向したことから経営難に陥った。このため神戸銀行に全面支援を要請する事態となり、同行からの支えを得た上で、1951年10月、相互銀行に転換。七福相互銀行としての歩みを開始した。
1966年10月、商号を阪神相互銀行に変更。さらに1989年2月、相銀の普通銀行への一斉転換によって阪神銀行となる。
バブル経済の崩壊や阪神・淡路大震災からの影響で一時、経営不振に陥ったがリストラやさくら銀行（現・三井住友銀行）からの全面支援によって経営は復調。1999年4月1日、阪神銀行がみどり銀行（銀行コードは0561）を吸収合併。みなと銀行として再出発した。
みどり銀行は、1995年8月、経営破綻した兵庫銀行から業務を譲り受けて引き継ぐ「受皿銀行」として、地元経済界を中心に設立された。しかし当時は破綻した銀行の受皿銀行における負担軽減を図るスキームが整備されておらず、兵庫銀の不良債権を引き継がざるを得なかったため、譲受当初から経営は厳しく、1998年3月期決算では2000億円を超える債務超過となり、事実上の経営破綻状態に陥った。このため、健全経営であった阪神銀行がみどり銀行を救済合併した。この合併の際には破綻処理におけるスキームが整備され、みどり銀行の不良債権はみなと銀行には引き継がれず、整理回収機構に譲渡された。阪神銀行・みどり銀行とも、主に兵庫県南部を営業基盤とする第二地銀であったことから、合併によって「県民銀行」をキャッチフレーズとして、旧行とは違った新たな雰囲気を創り上げていった。
2000年当時筆頭株主であったさくら銀行は、1997年6月に頭取に就任した岡田明重の下で策定した第4次中期経営計画に基づき、1998年度から2000年度にかけ抜本的なチャネル改革と大胆な店舗統廃合を実施する方針を定めたが、その中では歴史的に繋がりの強い兵庫県内における店舗政策の見直しも俎上にのぼった。そこで検討が重ねられ、顧客に対する利便性を確保した上でリテール事業における兵庫県内マーケットを毀損せず継続させるには、みなと銀行を連結子会社化することが最良との判断に至った。またそれによって、阪神・淡路大震災からの早期復興と地域経済の発展のため強固で安定した地域金融機関を必要としていた地元のニーズにも応えることができるとし、みなと銀からの合意を経て、株式公開買付け（TOB）によって同行株式の41.13%を取得。同年7月傘下子会社とした。これに続いて、兵庫県内のさくら銀行20店舗（旧・神戸銀行店舗）が、2期（2000年11月、2001年1月）に分けて当行に譲渡された。また同時にさくら銀が旧神戸銀時代から受託してきた播磨地方における、一部の自治体の指定金融機関も当行へ移行した。さらに、同年12月には、プリンストン債投資で失敗し破綻した「北兵庫信用組合」から9店舗を譲り受け、兵庫県北部に本格的に進出。また、2001年10月には、理髪店経営者らが組合員の多くを占める「神戸商業信用組合」を合併し、同時に、同信組の5店舗を近隣のみなと銀行店舗に統合した。当時のさくら銀では、旧太陽神戸銀行派閥と旧三井銀行派閥による対立が根深く、特に旧神戸銀行出身行員には財閥系である三井の社風に馴染めないことを理由に、みなと銀行への移行・譲渡と共にさくら銀行から当行へ移る者もいた。
県外支店は大阪（心斎橋）・梅田・千里山・東京（日本橋室町）のみとなっている。2007年4月16日にはネット支店である「海岸通支店」を開業した。また、移動店舗であるみなとキャビン出張所も導入している。
2013年から2014年にかけて、当行の親会社である三井住友銀行が、島根県に本店を置き山陰地方を地盤としつつ兵庫県及び大阪府への進出を模索する山陰合同銀行に対して、みなと銀行との経営統合を持ちかけるも、内部での議論の結果、経営統合は見送られた。
2017年（平成29年）2月20日、中間持株会社にぶら下がる形で、みなと銀行・近畿大阪銀行・関西アーバン銀行の3行での統合を検討していることが明らかになった。2017年2月25日には、日本経済新聞において、「三井住友フィナンシャルグループとりそなホールディングスは系列の関西の地銀3行を来春に経営統合することで大筋合意した。」とする記事が掲載された。

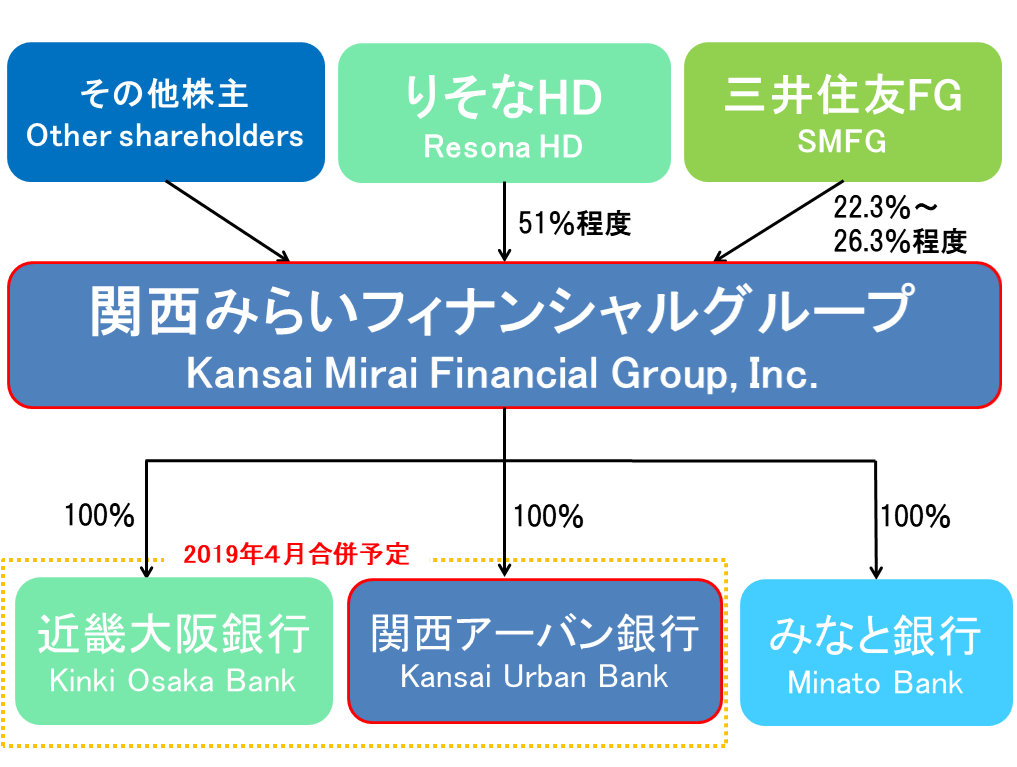
当社及びグループ各社の出資構成

2017年3月3日、りそなホールディングス、三井住友フィナンシャルグループ、近畿大阪銀行、関西アーバン銀行及びみなと銀行は、近畿大阪銀行、関西アーバン銀行及びみなと銀行の経営統合に関し基本合意に至ったことを発表した。関西アーバン銀行及びみなと銀行の三井住友フィナンシャルグループ傘下の2行と、りそなホールディングスの完全子会社である近畿大阪銀行がぶら下がる形で新たな金融持株会社をつくる。金融持株会社は、りそなホールディングスの連結子会社となり、三井住友フィナンシャルグループの持分法適用会社となる。
2017年9月26日、この統合計画について三井住友フィナンシャルグループ、りそなホールディングス、近畿大阪銀行、関西アーバン銀行及びみなと銀行の間で最終合意に至ったこと並びに持株会社の社名を関西みらいフィナンシャルグループとすること、今後段階を踏んで経営統合・システム統合を行うことが公表された。この経営統合の過程で、近畿大阪銀行と関西アーバン銀行が合併の上、関西みらい銀行を創設することとなっているが、みなと銀行については、兵庫県民のための県民銀行として、りそなグループのノウハウを活用しながらも引き続き営業活動を推進していくとしている。
2018年2月20日、りそなホールディングスが株式公開買付けの結果、議決権所有割合ベースで株式の15.08%を取得、三井住友フィナンシャルグループ及び三井住友銀行は親会社でなくなり、その他の関係会社となった。
2018年4月1日、関西みらいフィナンシャルグループと株式交換を行い、同社の完全子会社となるとともに、みなと銀行に代わり関西みらいフィナンシャルグループが東京証券取引所に上場した。
2020年1月1日、大阪市中央区に本店を置いていた大正銀行が徳島市に本店を置く徳島銀行との合併により、徳島大正銀行となった。徳島大正銀行は本店を徳島市に置くため、関西地方に本店を置く第二地方銀行はみなと銀行1行のみとなった。
2020年5月12日、新たな中期経営計画の中でシステム統合を2025年頃に延期することを発表した。
りそなグループ入りしてからは、グループ内他行との共同店舗の設置を進めている。2020年11月にりそな銀行加古川支店をみなと銀行加古川支店に統合したのを皮切りに、2023年11月には関西みらい銀行芦屋支店をみなと銀行芦屋支店内に移転して店舗共同化した（関西みらい銀行窓口は1階。みなと銀行窓口は2階）。
同じく兵庫県内を拠点とする但馬銀行とは強い競合関係にあるが、両行で県内特有の状況解決に向けた協力の取り組みも始めている。但馬銀行が本拠とする県北部にみなと銀行は最盛時で9支店を構えていたが、2024年までに1支店に集約する。

## 沿革
- 1949年（昭和24年）9月 - 七福相互無尽株式会社として設立。
- 1951年（昭和26年）10月 - 相互銀行に転換、株式会社七福相互銀行に商号変更。
- 1966年（昭和41年）10月 - 株式会社阪神相互銀行に商号変更。
- 1989年（平成元年）
  - 2月 - 普通銀行に転換、株式会社阪神銀行に商号変更。
  - 12月 - 東京証券取引所市場第一部へ上場。
- 1999年（平成11年）4月1日 - 阪神銀行がみどり銀行を吸収合併し、みなと銀行が発足。
- 2007年（平成19年）9月5日 - 大阪府枚方市内の医療法人に対し、神戸市内の社会福祉法人を迂回する形で融資し、3億3,000万円を同行に還流させていたことが発覚。
  - これを受け同行は、同年9月7日に2006年4月5日当時の明石支店長（同日時点では大阪支店長）を解任。さらに2009年（平成21年）7月8日には業務上横領容疑で兵庫県警によって逮捕。
- 2008年（平成20年）2月4日 - 千里山支店に勤務していた元課長が、ATM内の現金約3,700万円を着服していたことが発覚。
- 2018年（平成30年）4月1日 - 近畿大阪銀行と関西アーバン銀行、みなと銀行が経営統合し、関西みらいフィナンシャルグループが発足。同時に上場廃止。
- 2020年（令和2年）
  - 1月1日 - 徳島大正銀行の発足により、関西地方に本店を置く唯一の第二地方銀行となる。
  - 2月から7月にかけ、全店のシステムを順次更新した。この事により新システムへ更新後の窓口においては、新通帳へ切り替える事になった。また、ATMでは通帳繰越時に新通帳へ切り替える事になった[33]。
- 2022年（令和4年）
  - 3月15日 - この日から、りそなグループ各社ATMにおける通帳利用および入金取引を開始した[34]。
  - 5月23日 - 営業実体のない清掃会社の決算報告書を偽造し、融資金約1億2千万円を同行からだまし取ったとして、詐欺の疑いで元法人営業部の行員ら3人が逮捕された[35][36]。
  - 6月22日 - ローソン銀行の「即時口座決済サービス」に参加。これにより、ローソン銀行ATMでみなと銀行の口座から「PayPay」にチャージができるようになる[37][38]。
- 2025年（令和7年）1月6日 - この日に行われたシステムの全面リニューアルにより、りそなグループ共通のシステムに移行した。この事により、オンラインサービスの刷新、旧通帳、一部のみなと銀行キャッシュカード[注釈 6]の利用停止がされた[39][40]。

## 関係会社
- みなとビジネスサービス株式会社
- みなとアセットリサーチ株式会社
- みなと保証株式会社
- みなとリース株式会社
- 株式会社みなとカード
- みなとシステム株式会社
- みなとキャピタル株式会社
- その他6社